# Novomatic
Novomatic Group es una corporación global de juegos con sede en Gumpoldskirchen (Austria). El Grupo opera casinos, casinos electrónicos y puntos de apuestas deportivas, alquila máquinas de juego y desarrolla y fabrica equipos de juego y sistemas de juego. En la primera mitad de 2017, el grupo empleó a más de 25,000 personas en todo el mundo, incluidas alrededor de 3,300 en Austria. El Novomatic Group también es propietario de Admiral Sportwetten GmbH, que cuenta con más de 200 ubicaciones y es el mayor proveedor de apuestas deportivas de Austria.
El Grupo Novomatic opera en 70 países en todo el mundo y generó ventas de 2.290 millones de euros en el año fiscal 2016. El EBIT ascendió a € 264,1 millones. Los ingresos de Novomatic aumentaron un 11,3 por ciento a 1.218,7 millones de euros en los primeros seis meses de 2017 (primer semestre de 2016: 1.094,9 millones de euros).
El Grupo NOVOMATIC comienza su andadura en 2007 en España y es uno de los principales productores y operadores en el país. Con cerca de 1.000 empleados, NOVOMATIC en España está teniendo un crecimiento muy importante tanto en la venta y suministro de producto tecnológico, como en la operación tanto de Salones de Juego y de Casinos.
Son propietarios de la página web Starvegas, una nueva casa de apuestas en línea que está operando en España junto a www.888.es de 888 Holdings y merkurmagic del grupo Gauselmann.
En 2016, Novomatic adquirió una participación del 52,9 % en la empresa australiana Ainsworth Game Technology, con el objetivo de ampliar su presencia en los mercados de Asia-Pacífico y América del Norte. 

## Eventos recientes y lanzamientos

#### ICE Barcelona 2025
Lanzó productos destacados como los gabinetes VIP X Galaxy 2.65 (premiados como “Mejor nuevo producto innovador”), Novo Cash Casino Master y la estrategia de sostenibilidad (European Casino Awards), además del prestigioso ICE Landmark Award.

#### G2E Asia Macao 2025 (mayo 2025)
El modelo Diamond X 1.55J QUATTRO, Xtension Link Evolution Vol. 3/4 y Xtension Link Evolution fueron muy bien recibidos. También destacó el Black Edition II XL y el sistema ETG Novo Unity PRO, con soporte multijuego simultáneo para juegos como Sic Bo y Baccarat.

#### SAGSE Buenos Aires 2025 (abril 2025)
En el evento “Novomatic Experience” en Puerto Madero, presentaron la línea Globe Link Xtension Vol. 2, Ultra Boost Link, Diamond X 1.55J, Panthera 1.43, Diamond X Golden Link, entre otros, junto con un torneo en vivo gestionado por su casino management system.